# فتاتي 2 (فلم)
فتاتي 2 (بالإنجليزية: My Girl 2) هو فيلم كوميدي تم إنتاجه في الولايات المتحدة وصدر في سنة 1994. من بطولة دان أيكرويد وجيمي لي كرتيس وآنا كلمسكي وأوستن أوبراين.

## الميزانية والإيرادات
حقق إيرادات تقدر بـ 17,359,799 دولار.

## وصلات خارجية
- مقالات تستعمل روابط فنية بلا صلة مع ويكي بيانات